# Габлия, Адиль
Адиль Габлия (Тукипа) (абх.  Адил Габлиа (Тыҟәиҧа)) по неподтверждённым данным, турецкая фамилия — Токчан; 1931, Турция — 27 июня 2011 Стамбул Турция) — муфтий, председатель Духовного управления мусульман Абхазии.

## Биография
Родился в 1931 году в Турции в семье абхазских «мухаджиров» (мусульман, вынужденных переселиться на территорию Османской империи после поражения в Кавказской войне).
В 1990-е годы репатриировался в Абхазию, где был избран председателем Духовного управления мусульман Абхазии (ДУМА).
В марте 2011 года вместе с женой (скончалась) был госпитализирован в Сочи в связи с тяжелым отравлением неизвестным химическим веществом и переправлен в Турцию для лечения.
Скончался 27 июня 2011 года в больнице Турции. Соболезнования мусульманам Абхазии и семье покойного выразил премьер-министр Абхазии Сергей Шамба.

## Семья
- Жена — Гицба — скончалась в больнице города Сочи в конце марта 2011 года, от отравления сильнодействующим химическим веществом.
- Сын — Мухаммед Токчан (спорные данные)[3]